# Cédric Mitu
Cédric Makekula Muendele Mitu (Kinshasa, 14 januari 1995) is een Belgisch-Congolese voetballer die sinds 2016 uitkomt voor SC Eendracht Aalst, een club uit de Belgische Eerste Klasse Amateurs. Mitu is een aanvallende speler, die zowel op de flank als in de spits uit de voeten kan.
Mitu verhuisde op achtjarige leeftijd van Congo naar het Belgische Berlare en begon te voetballen bij SKV Overmere. Daarna kwam hij terecht bij Sporting Lokeren. Bij die club mocht hij op 8 december 2012 debuteren in de Jupiler Pro League. Hij werd als invaller ingebracht tijdens een wedstrijd tegen KV Mechelen en was meteen goed voor een assist. Tijdens een winterstage met Lokeren, liep Mitu een dubbele beenbreuk op en stond hij acht maanden aan de kant. In 2014 ging hij aan de slag bij een andere eersteklasser, SV Zulte-Waregem, waar hij voornamelijk bij de beloften moest aantreden. Een jaar later kon de speler aan de slag in de Belgische derde klasse, bij KSV Bornem, waar hij meer aan spelen toekwam.
In 2016 werd Mitu voorgesteld bij de Oost-Vlaamse voetbalclub Eendracht Aalst, dat toen uitkwam in de Tweede klasse Amateurs. De speler werd er een van de smaakmakers en kon met het team via de eindronde de promotie afdwingen.

## Spelerscarrière
| Seizoen | Club               | Land   | Competitie             | Wed. | Goals |
| ------- | ------------------ | ------ | ---------------------- | ---- | ----- |
| 2012/13 | Sporting Lokeren   | België | Eerste klasse          | 1    | 0     |
| 2013/14 | Sporting Lokeren   | België | Eerste klasse          | 0    | 0     |
| 2014/15 | SV Zulte Waregem   | België | Eerste klasse          | 0    | 0     |
| 2015/16 | KSV Bornem         | België | Derde klasse           | 28   | 4     |
| 2016/17 | SC Eendracht Aalst | België | Tweede klasse amateurs | 41   | 16    |
| 2017/18 | SC Eendracht Aalst | België | Eerste klasse amateurs | 33   | 5     |
| 2018/19 | SC Eendracht Aalst | België | Eerste klasse amateurs | 2    | 0     |
|         |                    |        | Totaal                 | 105  | 25    |

1 Van den Noortgaete ·
2 Kompany ·
3 Vanbelle ·
4 De Greef ·
5 Filipović ·
6 Lievens ·
7 De Cuyper ·
8 Weydisch ·
9 Martin ·
10 Janssens ·
11 Van Damme ·
12 Čerimagić ·
13 Nelis ·
14 Glouftsis ·
15 Van Steenbrugghe ·
16 Bael ·
17 Bogaerts ·
18 Van Belle ·
19 De Neve ·
20 Shkodra ·
21 Ngasseu ·
22 Smet ·
23 Kabeya ·
25 Verhoeven ·
Coach: Desaeyere